# Denkmal der Schlacht bei Wagram

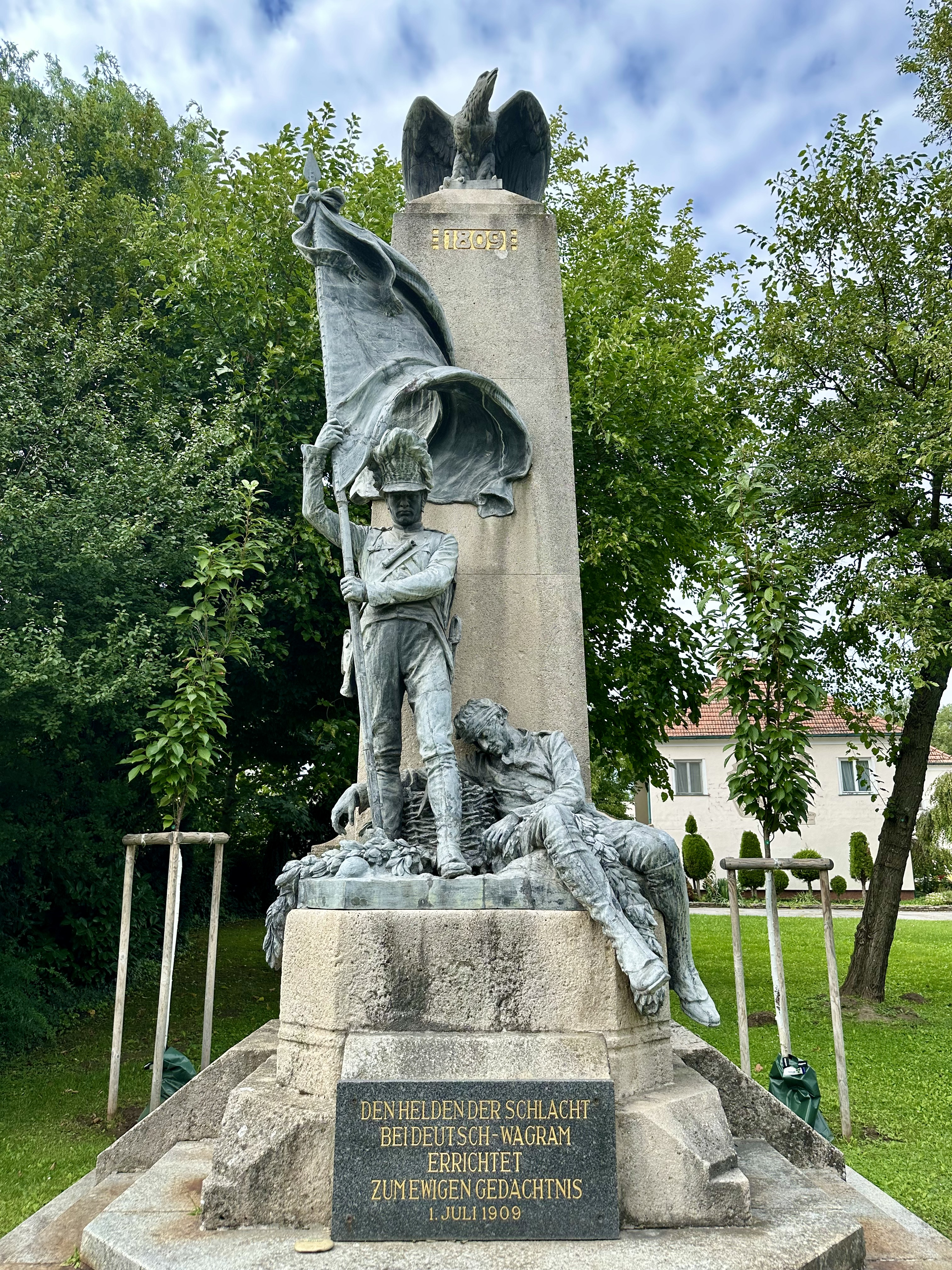
Kriegerdenkmal zum Gedenken an die Schlacht bei Wagram (1809)

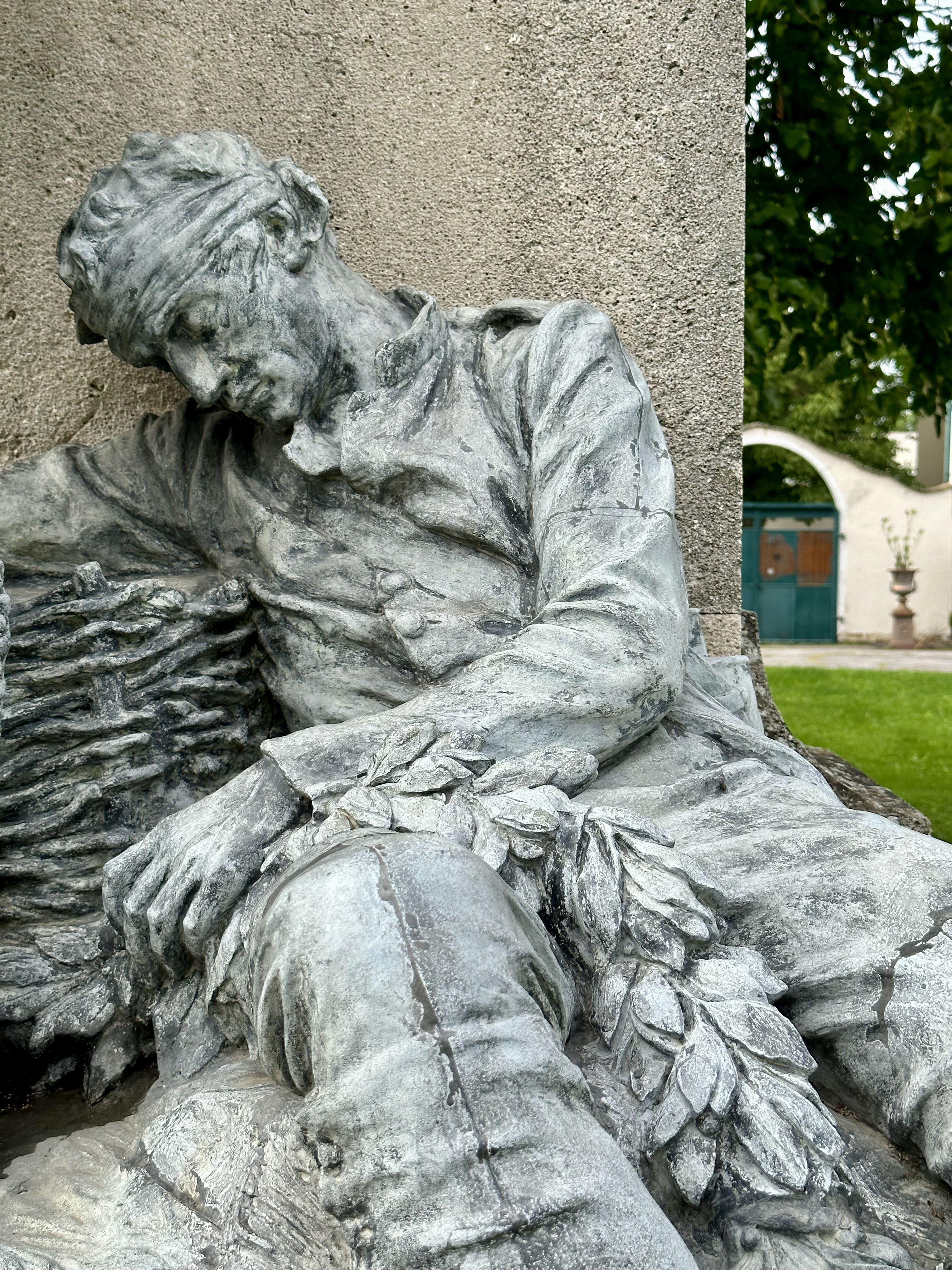
Sterbender Infanterist – Denkmal der Schlacht bei Wagram

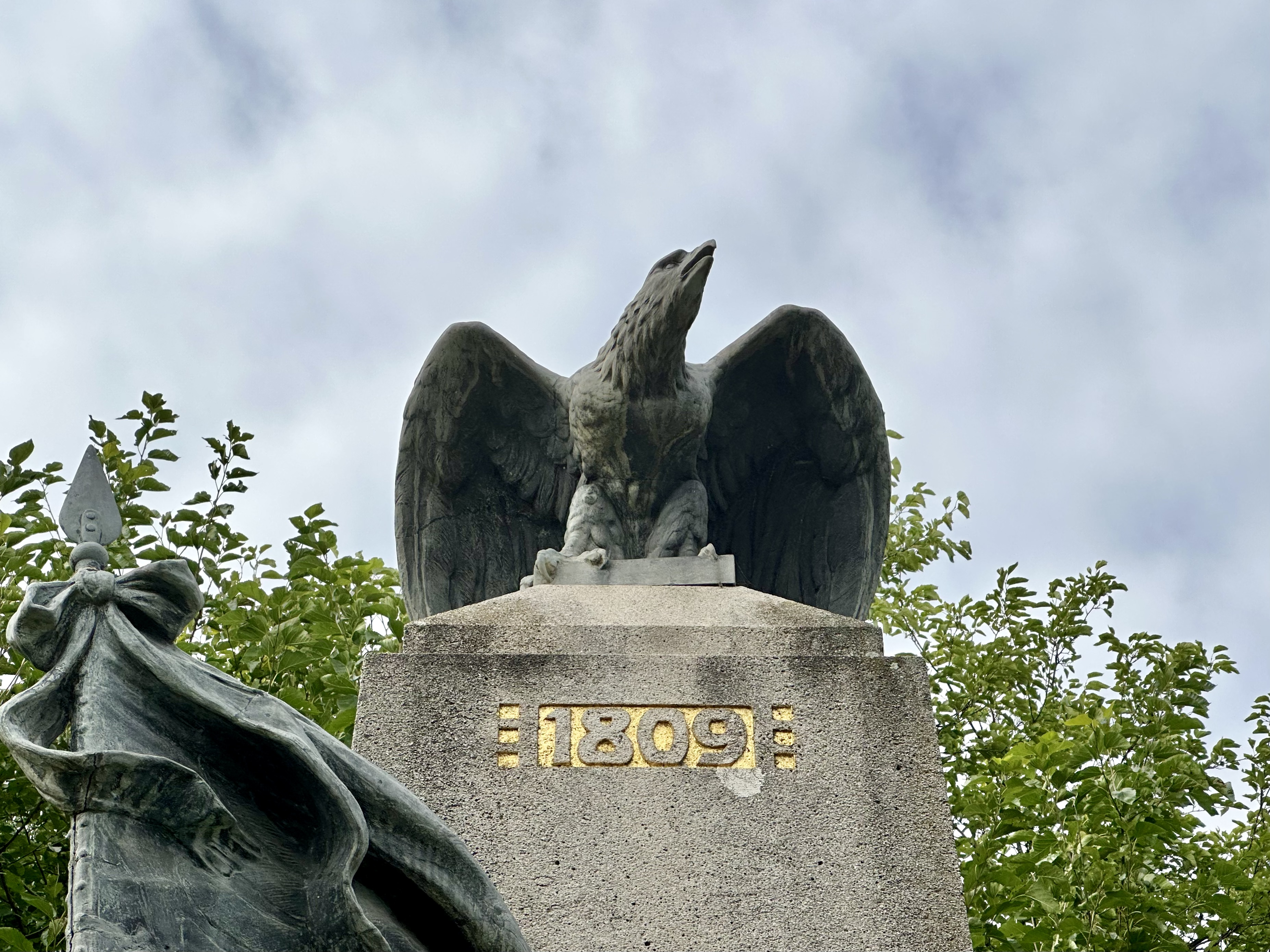
Adler aus Zinkguss, 1809 – Denkmal der Schlacht bei Wagram

Das Denkmal der Schlacht bei Wagram ist ein Kriegerdenkmal zum Gedenken an die Schlacht bei Wagram im Jahr 1809. Das Werk des Bildhauers Franz Seifert, errichtet 1909 zum hundertjährigen Gedenken an die Schlacht, befindet sich in der Erzherzog Carl-Straße in Deutsch-Wagram (Niederösterreich) und steht unter Denkmalschutz (Listeneintrag).

## Geschichte

### Entstehung
Das Denkmal der Schlacht bei Wagram war nicht die erste Erinnerungsstätte an die historische Schlacht vom 5. und 6. Juli 1809 in Deutsch-Wagram. Im Jahr 1859 stiftete Hugo Freiherr von Tkalcsevich eine „Monumentalkapelle“ anlässlich des fünfzigjährigen Gedenkens der Schlacht und der Gefallenen von Deutsch-Wagram, die sich am ehemaligen Friedhof, dem heutigen Dr. Sahulka Park, befindet.
Zu Beginn des 20. Jahrhunderts mehrte sich der Wunsch nach einem angemesseneren Denkmal. Am 17. Januar 1904 beschloss der Gemeinderat von Deutsch-Wagram auf Initiative von Anton Pfalz, dem damaligen k.k. Postmeister, Gemeinderat und Ortschronisten, die Errichtung eines Denkmals. Unter der Leitung von Pfalz wurde ein Kriegerdenkmal-Ausschuss ins Leben gerufen. Zu dessen Mitgliedern zählten u. a. der spätere Landeshauptmann von Niederösterreich Johann Mayer, der damalige Bürgermeister Michael Wieland und der spätere Bürgermeister Ferdinand Leeb. Ziel war die Errichtung eines Denkmals für alle gefallenen Krieger, unabhängig von deren Rang und Nationalität. Die Finanzierung erfolgte hauptsächlich durch Spenden sowie den Verkauf von Broschüren und von Anton Pfalz veröffentlichten Schriften zur Schlacht bei Wagram und anderen historischen Themen, die überregional großes Interesse fanden und zu umfangreichen Spenden führten.

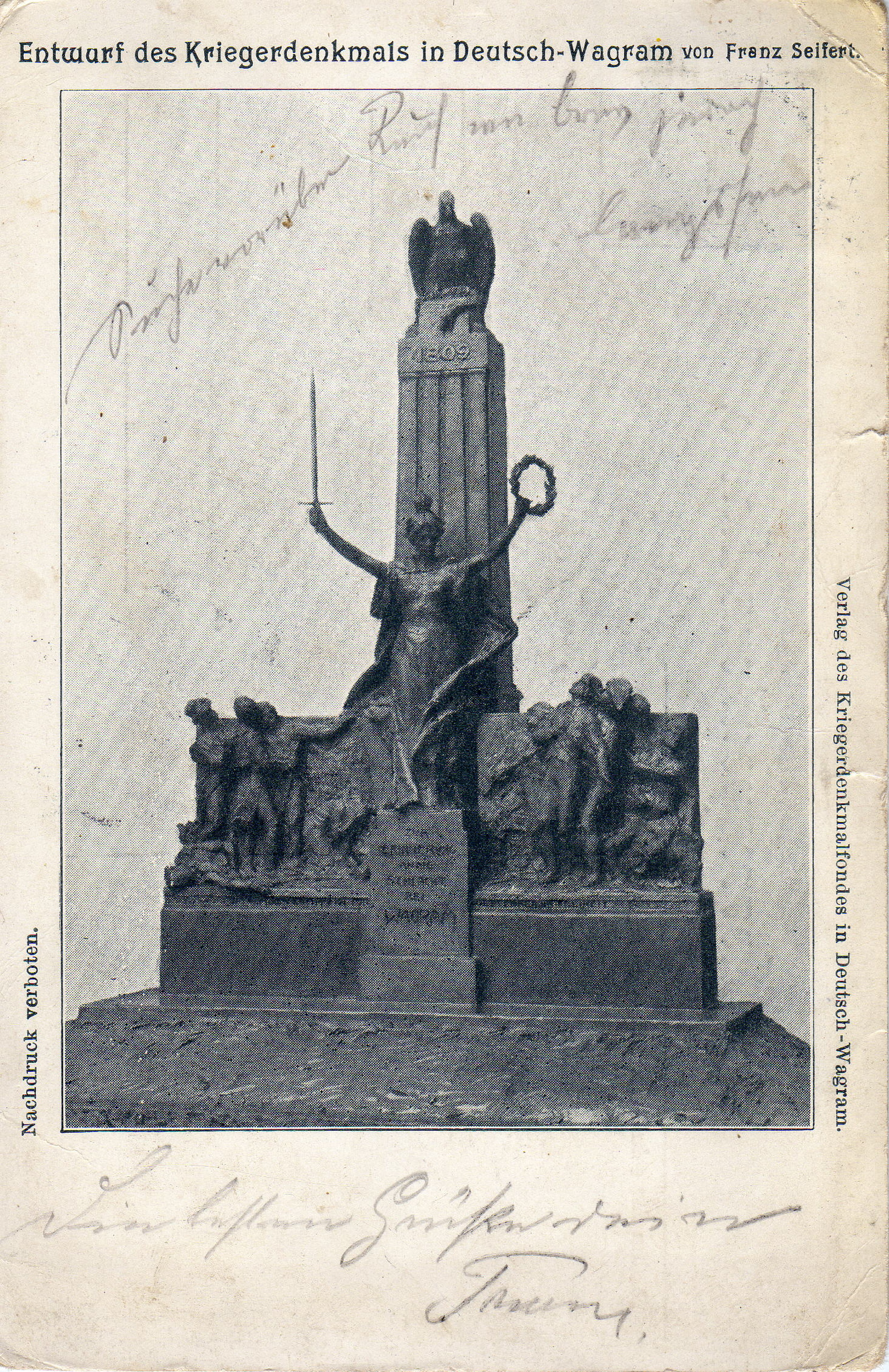
Denkmal der Schlacht bei Wagram – erster Entwurf von Franz Seifert

Zwischen 1904 und 1906 gingen beim Ausschuss mehrere Entwürfe für das Denkmal ein, obwohl keine offizielle Ausschreibung oder Aufforderung herausgegeben wurde. So konnte der Ausschuss ohne zusätzliche Kosten auf eine Reihe ansprechender Projekte zurückgreifen. Der Bildhauer Franz Seifert, bekannt als Schöpfer des Strauß-Lanner-Denkmals in Wien, reichte zwei Entwürfe ein, der letzte wurde einstimmig zur Umsetzung ausgewählt.

### Errichtung und Enthüllung
Für den Standort des Denkmals entschied sich der Kriegerdenkmal-Ausschuss für einen Ort mit historischer Bedeutung in Deutsch-Wagram, gelegen zwischen der Franz-Mair-Straße und der Rohrergasse, auch als „Sachsenklemme“ bekannt, wo sich das heftige Vordringen der Sachsen unter der Führung des französischen Marschalls Jean Baptiste Bernadotte, die Kämpfe und die letztliche Verdrängung durch die österreichischen Bataillone Reuß-Plauen und Mittrowski ereigneten Diese Stelle wurde früher als „Wallnerschwemme“ bezeichnet, ein Orts- und Feuerlöschteich, der über viele Jahre durch die Ansammlung von Grund- und Regenwasser entstanden war und der nun zugeschüttet wurde.
Der Grundstein des Denkmals wurde am 6. Juli 1908 gelegt. Am 4. Juli 1909 wurde das Denkmal mit großer militärischer Zeremonie und in Anwesenheit zahlreicher Ehrengäste feierlich enthüllt und vom Ortspfarrer Ferdinand Pečka, dem späteren Ehrenbürger von Deutsch-Wagram, geweiht.

## Beschreibung
Das Denkmal besteht aus einem mächtigen terrassierten Granitsockel, worauf ein aus vier miteinander verbundenen Teilen bestehender Steinobelisk errichtet wurde. An der Spitze des Obelisken befindet sich ein Adler aus Zinkguss, dessen Flügel ausgebreitet sind. Vor dem Obelisken ragt die Figur eines österreichischen Grenadiers des 42. Infanterie-Regiments mit hochgehaltener Fahne empor, und neben ihm ein sterbender Infanterist, welcher ursprünglich einen Säbel umklammert hielt. Säbel und Säbelscheide sind im Laufe der Jahre abhandengekommen. Neuere Untersuchungen zeigen, dass der Säbel bereits vor den Renovierungsarbeiten im Jahr 1991 fehlte. Die beiden Krieger werden von einem Lorbeerkranz umschlungen.
Der Obelisk trägt die Jahreszahl 1809 und der Sockel eine Tafel mit der Inschrift: „Den Helden der Schlacht bei Deutsch-Wagram, errichtet zum ewigen Gedächtnis im Jahre 1909“. Die Inschrift war ursprünglich in den untersten Stein gemeißelt und wurde später mehrmals durch eine neue, zusätzlich angebrachte Tafel ersetzt. Die heutige Inschrift ist identisch mit der von 1909, führt aber das Datum 1. Juli 1909 an; obwohl die feierliche Enthüllung erst am 4. Juli 1909 erfolgte.